# 대한민국 상법 제171조
대한민국 상법 제171조는 회사의 주소를 본점소재지(Sitz der Gesellschaft)로 하는 것을 정하는 상법 회사법의 조문이다. 2011년 4월 14일에 법률 제10600호로 일부개정되었으며 2012년 4월 15일에 시행되었다. 회사도 자연인처럼 주소를 가지며 주소를 정하는 기준을 정하고 있다. 본점이란 회사 전체를 통괄하는 중심적인 거점으로 형식상의 본점(등기나 정관에 기재된 장소)과 실질상의 본점(실제로 사업 활동을 통괄하고 있는 장소)이 달리 있을 수 있고 주소로서 인식되는 것은 통상 형식상의 본점이다.

## 조문
상법 제171조 (회사의 주소) 회사의 주소는 본점소재지에 있는 것으로 한다.

## 비교 조문
일본회사법 제4조(주소) 第四条（住所）会社の住所は、その本店の所在地にあるものとする。
회사의 주소는 그 본점의 소재지에 있는 것으로 한다.

민법 제18조(주소) ①생활의 근거되는 곳을 주소로 한다. 
②주소는 동시에 두 곳 이상 있을 수 있다.

민법 제19조(거소) 주소를 알 수 없으면 거소를 주소로 본다.

민법 제20조(거소) 국내에 주소없는 자에 대하여는 국내에 있는 거소를 주소 로 본다.

## 일본 회사법
第四条（住所） 会社の住所は、その本店の所在 地にあるものとする。

제4조(주소) 회사의 주소는 그 본점의 소재지에 있는 것으로 한다.

## 판례
- 본 조항은 일정한 장소를 법률관계의 기준으로 삼기 위한 필요에서 만들어진 규정으로  법인의 주소가 주된 사무소나 본점의 소재지로 한정되지 않는다[2]
- 회사가 지방자치단체의 주민이 되려면 회사의 본점 소재지가 그 지방자치단체의 구역 안에 있어야 한다[3]
- 민법 제36조가 '법인의 주소'를 '주된 사무소의 소재지'로, 상법 제171조는 '회사의 주소'를 '본점 소재지'로 정하고 있으나, 이는 민법과 상법의 적용에서 일정한 장소를 법률관계의 기준으로 삼기 위한 필요에서 만들어진 규정이다.[4]
- 본점 또는 주사무소는 상법 제171조 및 민법 제36조의 규정에 비추어 보아 법인의 주소를 가리킨다고 해석된다.[5]

## 참고문헌
1. ↑  p37, 임철현, 쉬운 상법 I: 주식회사의 설립·재무, 2024
2. ↑  대법원 2022. 3. 31. 선고 2020두55060 판결 [상수도원인자부담금등부과처분취소]
3. ↑  울산지방법원 2020. 4. 9. 선고 2019구합6486 판결
4. ↑  대법원 2022. 3. 31. 선고 2020두55060 판결
5. ↑  헌법재판소 2020. 2. 27. 선고 2017헌바159 전원재판부 결정

## 같이 보기
- 주소